# جولی پوماگالسکی
جولی پوماگالسکی (فرانسوی: Julie Pomagalski‎؛ ۱۰ اکتبر ۱۹۸۰ – ۲۳ مارس ۲۰۲۱) ورزشکار اسنوبردسواری اهل فرانسه بود. وی در مسابقات کشوری و بین‌المللی در مجموع برندهٔ ۱ مدال طلا، ۱ مدال نقره شده‌است.
پوماگالسکی مشغول اسکی با سه نفر دیگر در کانتون اوری بود که این حادثه روی داد. یک اسنوبردر دیگر فرانسوی هم در این حادثه جان باخته است.
جولی پوماگالسکی در سال ۱۹۹۹ در سن نوجوانی در رشته "اسنوبرد کراس" قهرمان جهان شد.
او در سال ۲۰۰۴ برنده "جام جهانی" این رشته شد. او در سال ۲۰۰۲ در المپیک زمستانی شهر سالت لیک و چهار سال بعد در بازی های المپیک تورین رقابت کرد.
جولی پوماگالسکی، قهرمان سابق رشته اسنوبُرد این کشور، در اثر ریزش بهمن در سوئیس کشته شده است.
بهمن روز سه شنبه درحالی که این گروه از کوه گِمستاک پایین می آمد سقوط کرد. این کوه ۲۹۶۱ متری به دلیل شیب های تند و برف پودری در میان اسکی بازانی که خارج از پیست اسکی می کنند طرفدار دارد.
مقام ها گفتند که "یک لایه برف به دلیلی که هنوز معلوم نیست ریزش کرد" و سه اسکی باز را با خود برد.
پوماگالسکی و یک اسکی باز دیگر- برونو پوتلی مامور امداد نجات کوهستانی از آلبرتویل - "کاملاً دفن شدند". نفر سوم دچار جراحات سطحی شده است.